# ガーダシル

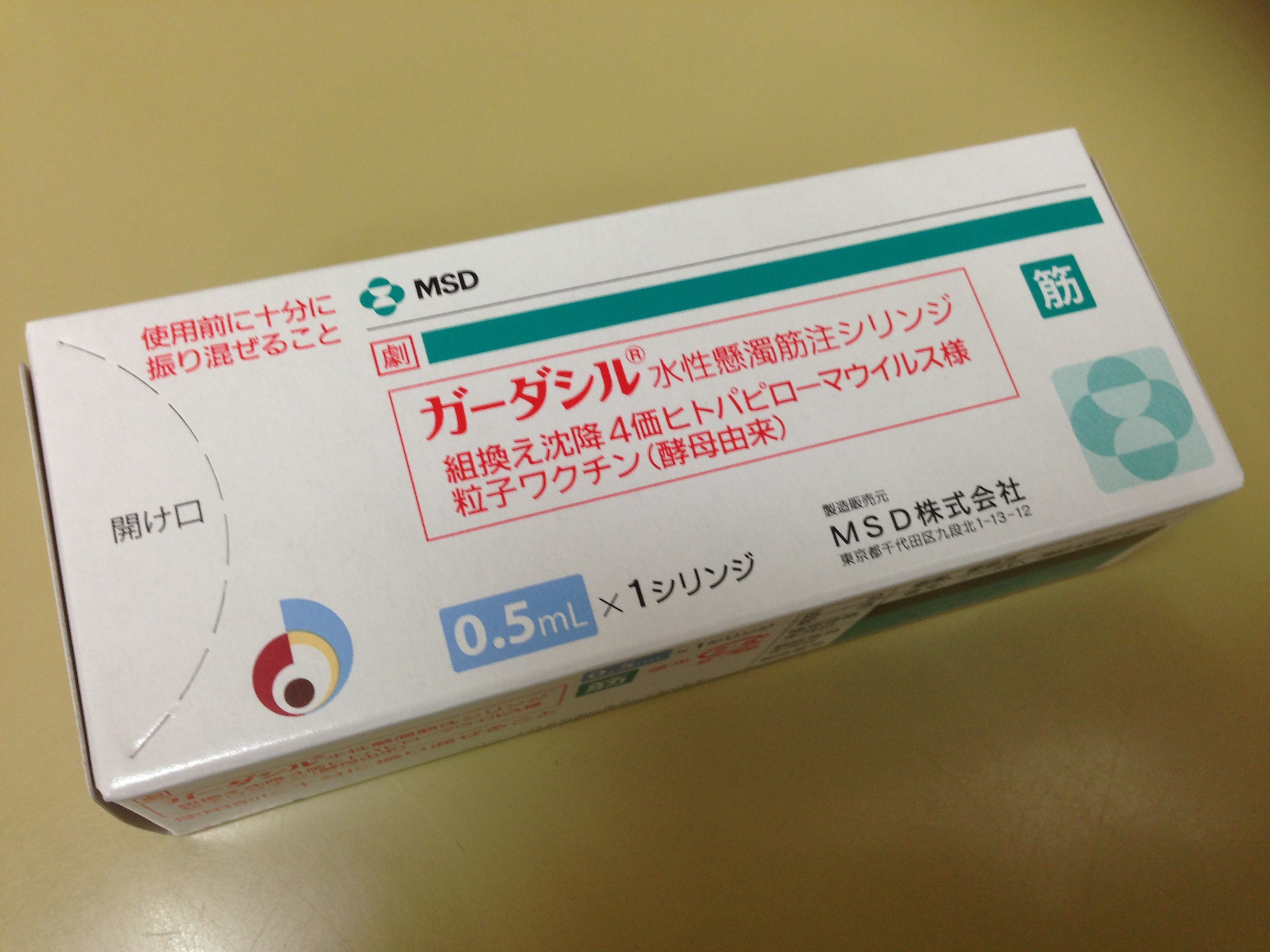
パッケージ

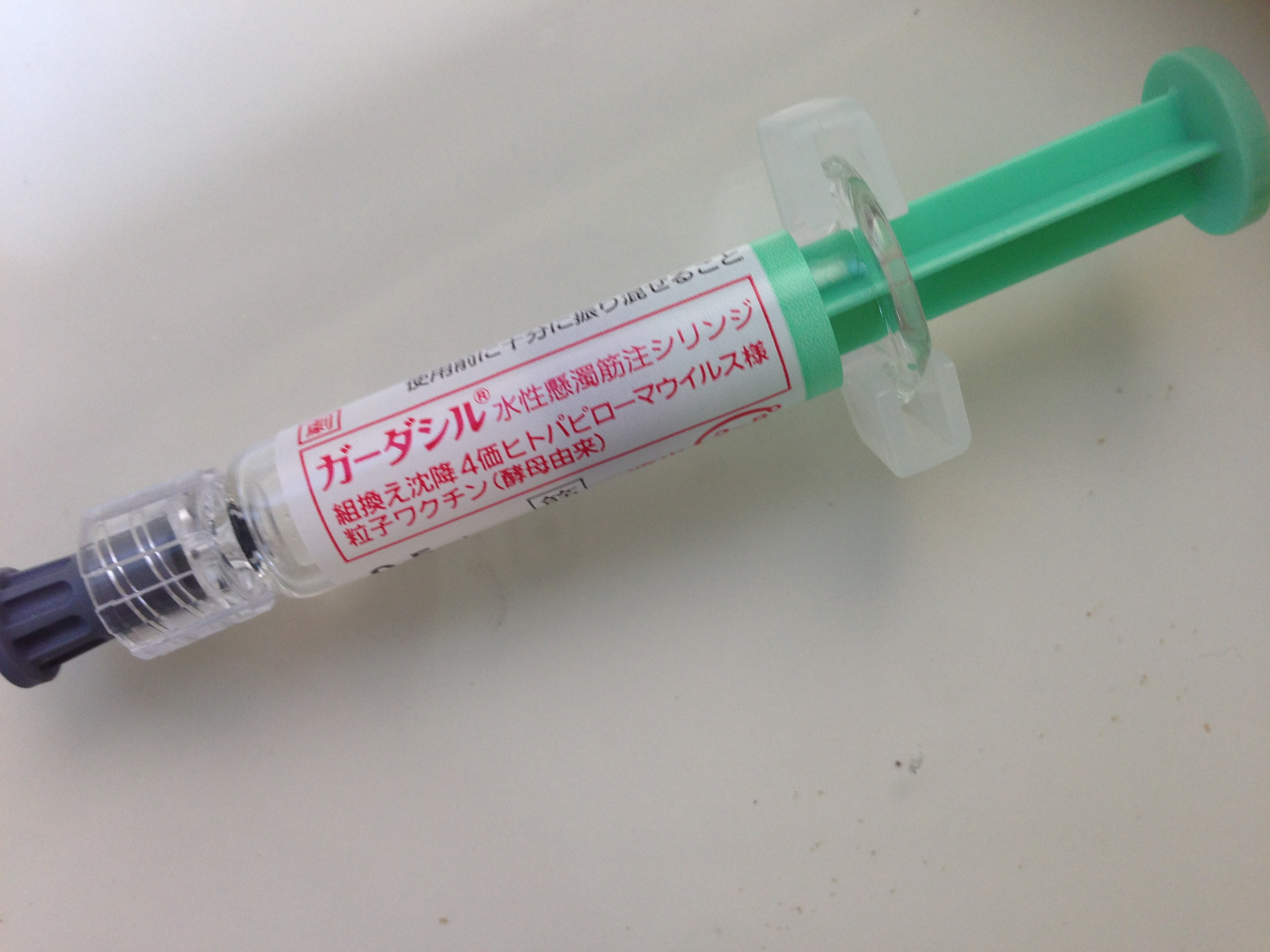
ガーダシル（4価）

商品名ガーダシル（Gardasil、Silgard）は、特定のヒトパピローマウイルス (HPV) の感染を予防するワクチンである。メルク・アンド・カンパニー(Merck & Co.)（MSD）が製造販売する。9価のガーダシル9、シルガード9についても記述する。
ガーダシルは2006年にアメリカで承認され、HPVの6型、11型、16型および18型の感染を予防する。子宮頸癌の主な原因（7割）であるHPV16型、HPV18型の感染および、尖圭コンジローマの90%の原因であるHPV6型、HPV11型の持続感染を予防する。HPVが関与する尖圭コンジローマや肛門癌、膣癌、外陰部癌なども予防することができ、男性への投与が認可されている国もある。ガーダシル9は、アメリカで2014年に承認され、ガーダシルの4型に加えて31、33、45、52、58型の感染も予防する。ガーダシル9は、シルガード9として2020年7月に日本で承認された（後述）。
ガーダシルは、2012年において世界120カ国で使用されており、HPVワクチンの世界シェアの約80%を占める。他のHPVワクチンにサーバリックスがある。

## 日本でのガーダシル
国内ではMerck & Co.の日本法人であるMSD株式会社 (MSD K.K.) が輸入・販売を手がけている。承認された販売名は「ガーダシル水性懸濁筋注シリンジ」（一般名＝組換え沈降4価ヒトパピローマウイルス様粒子ワクチン〈酵母由来〉）。0.5 mLのワクチンが充填されたシリンジで供給される（注射針は添付されていない）。
日本では、2013年までの接種数全体の約20%である。日本での定期接種は、子宮頸癌予防の目的で女性にのみ認可されているが、ガーダシル・サーバリックスともに、接種後の複合性局所疼痛症候群(CRPS)を疑われる痛みの症状が問題視され、2013年6月14日、厚生労働省は両HPVワクチンの、積極的な接種勧奨を一時差し控えるよう、地方公共団体向けに勧告した。なお希望者には従来どおりの接種が可能で、定期接種の対象者は無償(公費負担)である。ただし後述の9価ワクチンシルガード9については、2021年2月現在定期接種の対象外であるため、自費接種となる。
予防接種の是非について議論は、ヒトパピローマウイルスワクチンを参照。

### 成分
0.5 mL中
- ヒトパピローマウイルス 6型L1蛋白質ウイルス様粒子：20μg
- ヒトパピローマウイルス11型L1蛋白質ウイルス様粒子：40μg
- ヒトパピローマウイルス16型L1蛋白質ウイルス様粒子：40μg
- ヒトパピローマウイルス18型L1蛋白質ウイルス様粒子：20μg

L1蛋白質ウイルス様粒子（VLP）はDNAを持っていないためウイルス感染性はない。これらVLPをアジュバントであるアルミニウムヒドロキシホスフェイト硫酸塩に吸着させている。初期製品では経時的な抗原性の低下が認められたことから、安定性向上のため。L-塩酸ヒスチジンや、ポリソルベート80、塩化ナトリウムが添加された。

### 効果
上記のVLPが、ウイルスに先駆けて体内に入ることにより、ヒトパピローマウイルス（HPV）6型、11型、16型および18型の感染を予防し、6型、11型に起因する尖圭コンジローマおよび外陰上皮内腫瘍1(VIN1)､外陰上皮内腫瘍2(VIN2)、外陰上皮内腫瘍3(VIN3)、膣上皮内腫瘍1(VaIN1)､膣上皮内腫瘍2(VaIN2)、膣上皮内腫瘍3(VaIN3)、16型、18型に起因する子宮頸癌（扁平上皮細胞癌、腺癌）およびその前駆病変(子宮頚部上皮内腫瘍1(CIN1)､子宮頚部上皮内腫瘍2(CIN2)、子宮頚部上皮内腫瘍3(CIN3)、子宮頚部上皮内腺癌(AIS))を予防する。抗体持続期間については複数の臨床研究により5-9年後でも高い抗体価が維持されることが判明している。

### 用法及び用量
9歳以上の者に、1回0.5mLを合計3回、筋肉内 (上腕三角筋または大腿四頭筋) に注射する。2回目は初回接種の2カ月後、3回目は6カ月後に同様の用法で接種する。
定期接種の期間内では、接種料金は公費負担（無料）で、国の予防接種健康被害救済制度の対象となる。標準開始年齢は中学1年生の女子とされている。小学6年生から高校1年生の間に3回の接種を済ませる。
2020年12月25日、追加承認を受け、9歳以上の男性にも接種可能となった。また、男女の肛門癌(扁平上皮癌)及びその前駆病変(肛門上皮内腫瘍(AIN)1、2及び3)、男性の尖圭コンジローマに対する適応を取得した。なお、シルガード9はこれらの追加された疾患や男性への接種は適応外。

### 副反応
厚生労働省の副反応報告書集計(2013年3月31日まで)によると、ワクチンと無関係あるいは因果関係が不明な有害事象を含めて、接種168万8761回に対し、263(接種100万回あたり155.7）、うち入院以上の重篤なものは56(33.2)とされている。
ほぼ同時期の米国の統計では、ワクチン接種数約2300万で、接種10万回あたりの副反応は53.9、重篤なものは3.3であった。接種100万回あたりの副反応(有害事象を含む)出現率はガーダシルがサーバリックスよりも低い傾向がある。

## ガーダシル9
2020年7月現在、80以上の国・地域で承認されていガーダシル9（Gardasil 9）として承認・販売されているが、日本で未承認の期間は、医師による個人輸入で希望者に接種してきた。2020年7月21日、厚生労働省は、「シルガード9水性懸濁筋注シリンジ」（一般名＝組換え沈降9価ヒトパピローマウイルス様粒子ワクチン〈酵母由来〉）として製造販売承認した。2021年2月1日、発売日が同年2月24日となったことが発表された。
2014年9月、ガーダシルが対応する4価（HPV 6、11、16、18）に加えHPV 31、33、45、52、58型にも対応できる9価ワクチンの「ガーダシル9」(GARDASIL 9)が、米国FDAで認可された。当初は女性が対象であったが、2015年12月、男性も対象となった。
ガーダシル 9 は組換え沈降9価ヒトパピローマウイルス様粒子ワクチンで、9種のHPVに起因する疾患の予防に用いる。接種対象者は9歳から45歳までで、性別により対象疾患が異なる。
- 女性 - 子宮頸部、膣、外陰部、肛門のがん、および性器疣贅（いぼ）
- 男性 - 肛門のがん、および性器疣贅（いぼ）

2017年6月には、サイバー攻撃を受けガーダシル9の生産が一時中断したこともあった。

### シルガード9
海外ではガーダシル9（Gardasil 9）として承認・販売されていて、日本ではMSDが2015年7月に承認申請し、申請から5年後の2020年7月21日に、ようやく承認され、2021年2月24日、発売された。既発で4価の「ガーダシル」との取り間違いを防止する目的で「シルガード9」とし、扁平上皮内病変（英語: Squamous Intraepithelial Lesion）; SIL から守る(Guard)ことに加え、は9つのHPV型を含むことから命名された。承認後は発売時期や定期接種化の可否が焦点となったが、世界的に9価HPVワクチンの需要が高まる中、日本での発売時期は遅れるのではないかと懸念する声が医療現場などで出た。

### 用法及び用量
接種は通常、ガーダシル9を2回または3回、通常腕の筋肉に注射する。9歳から14歳には、2回または3回接種する。2回接種の場合、1回目の6～12か月後に2回目を投与する。ただし2回目を1回目の投与後5か月未満で投与した場合、3回目を2回目の少なくとも4か月後に投与する。3回接種の場合、2回目は1回目の2か月後に投与し、3回目を1回目の6か月後に投与する。15歳から26歳には、3回接種する。2回目は1回目の2か月後に投与し、3回目を1回目の6か月後に投与する。

### 接種上の注意
酵母由来の組換えHPV L1たん白質なので、酵母に対する重篤なアレルギーがある者には接種しない。妊娠中の接種に関する安全性は確立していない。

### 副作用
- 接種部位の疼痛、腫脹、紅斑、そう痒感、あざ、血腫、硬結。
- 頭痛、発熱、悪心、浮動性めまい。下痢、腹痛、のどの痛み。
- 接種後、失神することがある。 時には失神した人が、転倒して怪我をすることがある。このため、接種後15分間は、座っているか横になっていることを医療従事者から求められる場合がある。失神した人が、震えたり筋骨格硬直することがある。